# Camden Town Hall
Camden Town Hall, connu anciennement sous le nom de St Pancras Town Hall jusqu'en 1965, est l'hôtel de ville du Borough de Camden à Londres. Il est situé le long de Euston Road, du côté opposé à la façade principale de la Gare St Pancras. Il a été construit en style néoclassique en 1934 pour le conseil d'arrondissement de St Pancras. C'est un bâtiment à charpente d'acier, revêtu de pierre de Portland. Il a été agrandi dans les années 1970.
Le bâtiment est un monument classé Grade II depuis 1996.